# 長湖村鎮區 (明尼蘇達州克羅溫縣)
長湖村鎮區（英語：Long Lake Township）是位於美國明尼蘇達州克羅溫縣的一個行政鎮區。

## 地方資料
長湖村鎮區的面積為93.73平方千米，當中陸地面積為87.89平方千米，而水域面積為5.84平方千米。根據2020年美國人口普查的數據，當地共有人口1111人，而人口密度為每平方千米11.85人。